# Leonid Afremov
 (octobre 2024).
Si vous disposez d'ouvrages ou d'articles de référence ou si vous connaissez des sites web de qualité traitant du thème abordé ici, merci de compléter l'article en donnant les références utiles à sa vérifiabilité et en les liant à la section « Notes et références ».
Leonid Afremov (né le 12 juillet 1955 à Vitebsk en Biélorussie et mort le 19 août 2019 à Playa del Carmen au Mexique) est un peintre israélien d'origine biélorusse. Ses peintures représentent souvent des paysages, des villes ou des personnes aux couleurs très vives. Il utilise de la peinture à l'huile et peint au couteau.
Afremov sort de l'école d'art Vitebsk, fondée par Chagall en 1921. Découvrant que seuls les posters de propagande communiste peuvent être vendus en Union soviétique, il déménage en Israël en 1990. Il se fait rapidement embaucher dans une agence de publicité pour peindre des affiches. Cependant, à la veille d'un vernissage, des juifs orthodoxes vandalisent son studio. Leonid Afremov décide alors d'émigrer aux États-Unis. Il s'installe à Boca Raton en Floride en 2002. Pendant plusieurs années il passe ses vacances à Playa del Carmen au Mexique, jusqu'à ce qu'il décide, en 2010, de s'y installer définitivement avec sa famille. Il y meurt le 19 août 2019 d'une crise cardiaque.

## Jeunesse et éducation
Leonid Afremov est né le 12 juillet 1955 à Vitebsk en Biélorussie, alors ancienne URSS, de parents juifs Bella Afremova et Arkadiy Afremov. Son père est un fabricant de chaussures tandis que sa mère travaille dans une usine métallurgique à Vitebsk. Il est né dans la même ville que Marc Chagall, qui plus tard devient un modèle pour Afremov.
Afremov est un bon élève à l'école et s'intéresse particulièrement à l'histoire et l'art. Il prend de nombreux cours d'art dans le domaine scolaire mais aussi des leçons privées avec des artistes locaux. Les parents de Leonid remarquent son talent pour la peinture très tôt et l'encouragent à le développer.
En 1973, Leonid Afremov est diplômé du lycée de Vitebsk et est admis à l'Institut éducatif de la même ville où il étudie les arts graphiques. Durant ses années universitaires, Afremov s'initie au travail de Marc Chagall, Picasso, Dalí, Modigliani et l'Impressionnisme français du XIXe siècle plus généralement. Ses premières créations sont très inspirées par Chagall et Modigliani. Afremov participe à de nombreuses expositions universitaires. En 1978, il est diplômé de l'École d'art de Vitebsk parmi les membres d'élite. À la suite de ce parcours, il prend des leçons privées auprès de Barowski, artiste local reconnu ayant donné des cours d'art au moment où Marc Chagall vivait encore à Vitebsk.

## Quelques expositions
- 1977 Students' Anniversary, Vitebsk
- 1990 Soviet Artists' Union, Vitebsk
- 1989 Judaica Paintings, Moscou
- 1991 Amaliya Arbel Art Gallery, Rishon LeZion, Israël
- 1992 Judaica Paintings, Musée de Ramat Gan
- 1994 Judaica Paintings, Tel Aviv Museum of Art, Tel Aviv
- 1997 Anniversary Exhibition, Musée d'Ashdod
- 1994 Lapid Art Gallery, Ashdod
- 1995 Dilon Art Gallery, Jaffa
- 1998 Opera House Art Gallery, Tel Aviv
- 1999 Ofir Art Gallery, Ramat Aviv, Tel Aviv